# Samsung Galaxy S
Samsung Galaxy S (GT-I9000) — смартфон из серии Galaxy S на базе операционной системы Android от компании Samsung Electronics. Создавался как устройство, способное на равных соперничать с наиболее оснащёнными современными коммуникаторами, в первую очередь с iPhone.
Модель увидела свет в середине 2010 года и сразу же стала хитом года по продажам. В Южной Корее продажи Samsung Galaxy S стартовали 24 июня. За первые два месяца было продано около 800 000 устройств, что было рекордом продаж смартфонов на Android в то время. За 45 дней в США был продан 1 000 000 смартфонов Samsung Galaxy S (однако главный конкурент — iPhone 3GS — смог достичь уровня продаж в США в 1 000 000 устройств всего за 7 дней).

## Описание
Samsung Galaxy S обладает экраном SuperAMOLED с диагональю 4 дюйма и разрешением 480x800 точек. Устройство основано на базе процессора ARM Cortex A8 с кодовым названием Hummingbird и частотой 1 ГГц.
Модель имеет 512 мегабайт оперативной памяти, от 2 до 16 гигабайт встроенной памяти, графический чип PowerVR, слот для карт памяти типа microSD (поддерживаются карты памяти объёмом до 32 гигабайт), две камеры (фронтальная VGA для видеозвонков и тыльная, позволяющая записывать видео с разрешением 720p). Это один из первых телефонов, обеспечивающих поддержку стандарта беспроводной связи Bluetooth 3.0 и поддержку воспроизведения видеоформата DivX/XviD высокого разрешения. Также это была первая модель телефона Samsung с интерфейсом TouchWiz 3.0. При толщине 9,9 мм на время выпуска это был самый тонкий из телефонов на базе Android.

### Аппаратная часть
Новый процессор Samsung S5PC111, анонсированный в 2009 году, включает в себя ядро ARM Cortex-A8 с тактовой частотой 1 ГГц (кодовое название — Hummingbird) и GPU PowerVR SGX540 и может обрабатывать до 90 млн треугольников в секунду по заявлениям Samsung, однако тесты показали, что на данном устройстве обрабатывается лишь 35 миллионов треугольников. Для сравнения, ближайший конкурент Samsung Galaxy S — iPhone 4 позволяет обрабатывать около 28 млн треугольников в секунду, что немного меньше, чем у Galaxy S, а Nokia N8 позволяет обрабатывать 35 млн треугольников, показывая сходный результат.
Имеет хороший звук благодаря кодеку Wolfson WM8994 (поддерживается проектом Vodoo Sound) и выделенным 10+10 мВт усилителем.

### Экран
Смартфон использует дисплей Super AMOLED, разработанный Samsung и впервые применённый в телефоне Samsung Wave. Экраны, изготовленные по технологии Super AMOLED, имеют меньшую толщину (толщина основного слоя всего 0,001 мм) и большую (до 20 %) яркость, при этом на энергопотребление это существенно не влияет, так как достигается путём уменьшения слоёв в самом экране. В результате пользователь получает более быстрый отклик на прикосновения, возможность работать с телефоном под лучами солнца и более насыщенные цвета. Матрица экрана построена по схеме PenTile. К недостаткам такой матрицы относится более низкая чёткость изображения в сравнении с экранами, использующими стандартную RGB-схему. Экран выполнено из прочного стекла, изготовленного по технологии Gorilla Glass компании Corning.

### Поддержка Android
На момент появления в продаже эта модель имела установленную версию Android 2.1. C 29 ноября 2010 года стало доступно обновление русской прошивки Android 2.2 (Froyo) через Kies. Аппараты Скандинавии официально обновились до версии 2.3. C 4 июля 2011 года стала доступна прошивка Android 2.3.3 (Gingerbread) для России и некоторых стран СНГ, а также для Европы. В некоторых странах обновление возможно только через службу поддержки оператора. Последняя доступная официальная прошивка для России и стран СНГ — 2.3.6 через Kies.
Имеется возможность перепрошивки модели более высокой версией Android. Например, стабильная версия сборки CyanogenMod 10.2.1 (Android 4.3) или «ночная» сборка CyanogenMod 11 (Android 4.4.4). Также имеется возможность прошивки до Android 5.1.1, например, сборка CodeROM. С выходом Android Marshmallow появилась возможность обновления и до этой версии, например, сборка Omni Marshmallow 6.0 или Full Advance 6.0.1.

## Награды и премии
Samsung Galaxy S был признан смартфоном 2010 года за великолепные технические характеристики и богатую развлекательную начинку в ежегодном конкурсе мобильных устройств Европейской ассоциации изображения и звука (EISA).

## Версии

### Giorgio Armani Galaxy S (I9010)
Samsung также выпустил имиджевую версию аппарата с маркировкой от Giorgio Armani. Дизайн отличается от обычного Galaxy S, так как за основу взят Galaxy Captivate, доступный для сети AT&T в США. В меню добавлены ссылки на сайты Armani, по сравнению с обычными моделями добавлено несколько мелодий и обоев.

### Galaxy S scLCD (I9003)
Для снижения цены аппарата и из-за дефицита Super AMOLED дисплеев была сделана специальная модификация Samsung Galaxy S с индексом I9003, имеющая 4 и 16 ГБ памяти, экран Clear LCD, процессор TI OMAP 3630 и GPU PowerVR SGX530. Также в I9003 отсутствует отдельный аудиочип. Ему присвоено название Galaxy S scLCD или Galaxy SL.

### Galaxy S Plus (I9001)
Для того, чтобы обновить модель и приблизить её к аппаратам 2011 года, вышла версия Galaxy S Plus или Galaxy S 2011 Edition с индексом I9001. В ней был установлен процессор Qualcomm Snapdragon 8255T с частотой 1,4 ГГц, графический ускоритель Adreno 205, который немного медленнее чем SGX-540, и увеличена ёмкость аккумулятора до 1650 мА/ч. Все остальные характеристики остались неизменными, как у оригинального Galaxy S, вышедшего в 2010 году.

### Galaxy S Advance (I9070)
Для продолжения линейки Galaxy S компания Samsung выпустила новый смартфон под названием Galaxy S Advance. Модель отличается дизайном корпуса, он изогнут по аналогии с моделью Galaxy Nexus, у встроенной камеры появилась светодиодная вспышка. Полностью обновилась аппаратная составляющая: в основе телефона теперь лежит чипсет NovaThor U8500, разработанный ST-Ericsson. В него входит двухъядерный процессор (APU) ARM Cortex-A9 (ARMv7), работающий на частоте 1 ГГц, одноядерный графический ускоритель Mali-400 MP, собственный сигнальный процессор и чип GPS. Объём оперативной памяти увеличился до 768 МБ. Камера 5 Мп снимает в 720p, 1,3 Мп фронтальная камера. 7 января 2013 года вышел Android 4.1.2, который доступен в Kies для региона (SER).

### Captivate (SGH-i897)
Samsung i897 выпущен для американского оператора AT&T, оснащён тремя механическими кнопками (качелька громкости и включение) и четырьмя сенсорными. Нет на передней панели привычной для всех механической кнопки. Процессор 1 ГГц, оперативной памяти 512 МБ, основная камера в 5 Мп без вспышки, но с автофокусом, камера для видеозвонков отсутствует. Android 2.1 — 2.3.6. Телефон также работает с GSM-операторами России, Казахстана, Украины, Беларуси и т. д.

### Galaxy S 4G (SGH-T959V)
Samsung T959V выпущен в 2011 году для оператора T-Mobile. На передней панели четыре сенсорные кнопки, нет механической кнопки. Процессор Cortex A8 Hummingbird 1 ГГц, оперативной памяти 512 МБ, камера 5 Мп с автофокусом, поддерживает HSPA+, Android 2.2.